# Curzio Malaparte
Curzio Malaparte født Kurt Erich Suckert (født 9. juni 1898, død 19. juli 1957) var en italiensk journalist, dramatiker, forfatter og diplomat. Hans valgte efternavn, som han brugte fra 1925, betyder "den onde/forkerte side" og er et modspil til Napoleons familie navn "Bonaparte", hvilket på italiensk betyder "god side".
Curzio Malaparte var medlem af det italienske fascistparti under Mussolini. Forfatteren var ikke vellidt af partiets spidser, for Malaparte var alt andet end autoritetstro. Dette kostede ham jobbet som chefredaktør på en stor avis og tillige fængsel og deportation. Takket være sine gode forbindelser klarede han sig og fik arbejde som krigskorrespondent for den store avis Corriere della Sera, der sendte ham til Østfronten 1941-43. 
Han er især kendt for romanen Kaput, der er baseret på oplevelserne langs Østfronten. 